# Philomeces primoti
Philomeces primoti är en skalbaggsart som beskrevs av Pierre Lepesme 1952. Philomeces primoti ingår i släktet Philomeces och familjen långhorningar. Inga underarter finns listade i Catalogue of Life.